# Rodea el Congreso
Rodea el Congreso, también conocida como 25-S y en un principio Ocupa el Congreso fue una manifestación convocada para el 25 de septiembre de 2012 en la ciudad de Madrid, con la intención de rodear el Congreso de los Diputados de España. La idea original de rodear el Congreso partió del colectivo Plataforma ¡En Pie!, mientras que la llamada Coordinadora 25-S acogió asambleas y otros colectivos que quisieron participar en la protesta.
La manifestación fue autorizada por la Delegación del Gobierno en Madrid. Se realizó un gran despliegue policial de más de un millar de agentes, entre los que se encontraban 1350 agentes de la Unidad de Intervención Policial, conocidos popularmente como «antidisturbios». Además, se valló y restringió el paso por la Carrera de San Jerónimo, donde se ubica el Congreso, así como numerosas calles adyacentes. Durante el desarrollo de la protesta varios miles de personas se concentraron en la plaza de Neptuno de forma pacífica, aunque la manifestación acabó siendo disuelta mediante cargas policiales que incluso se extendieron a otros lugares como la estación de Atocha. El saldo final fue de 34 detenidos y 64 heridos, 27 de ellos policías.
La acción recibió gestos de apoyo en otras ciudades españolas con la convocatoria de distintas acciones; también se organizaron protestas en países extranjeros como Alemania, Francia y Países Bajos, aunque con escasa repercusión.
En respuesta a las cargas policiales, se convocaron nuevas concentraciones en los alrededores del Congreso para los días 26 y 29 de septiembre. Políticos de Izquierda Unida, asociaciones y ONG criticaron la «desproporcionada» respuesta policial del día 25.

## Orígenes de la convocatoria y días previos

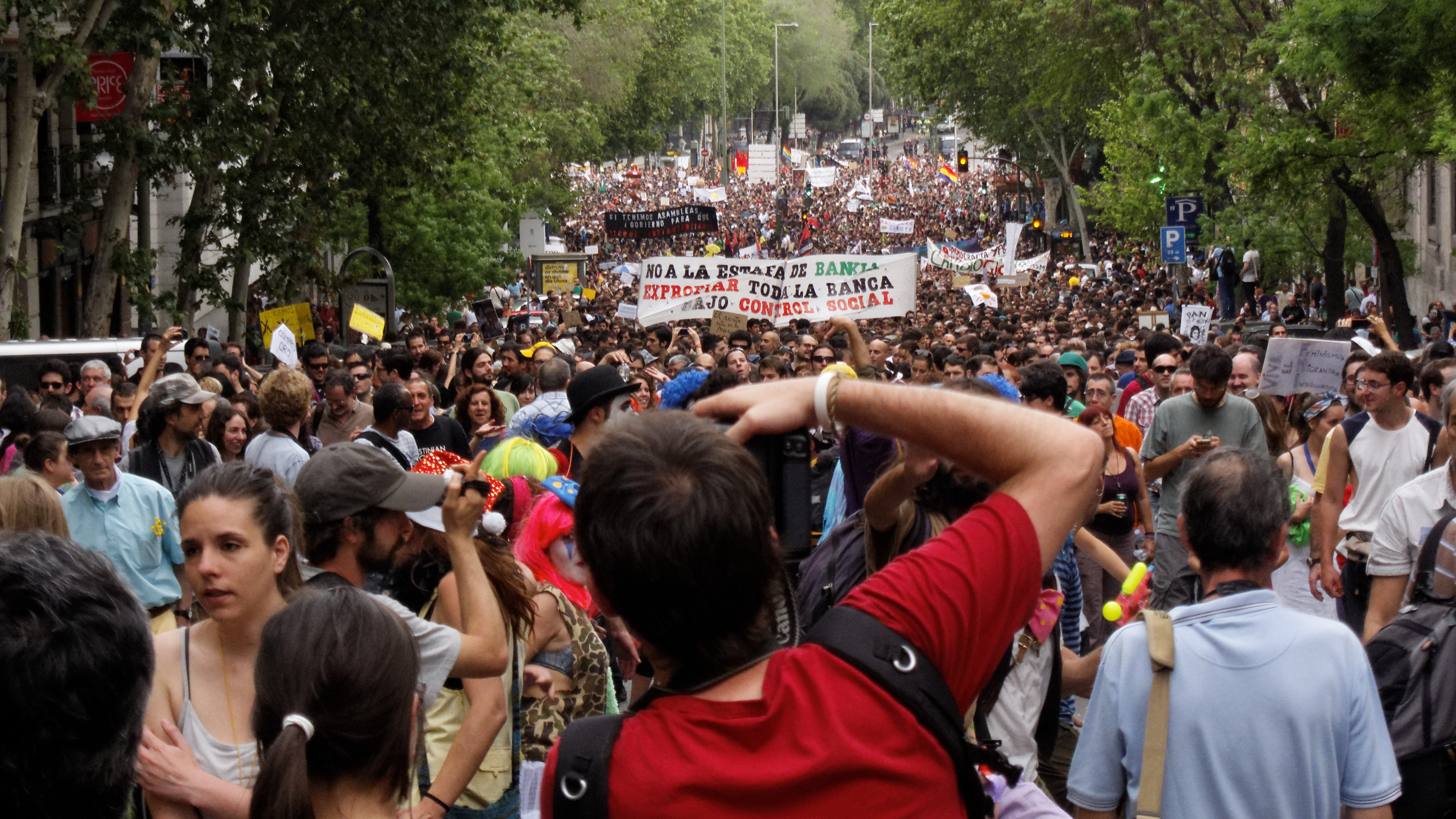
Manifestación del 12 de mayo de 2012 en Madrid para conmemorar el primer aniversario del 15-M

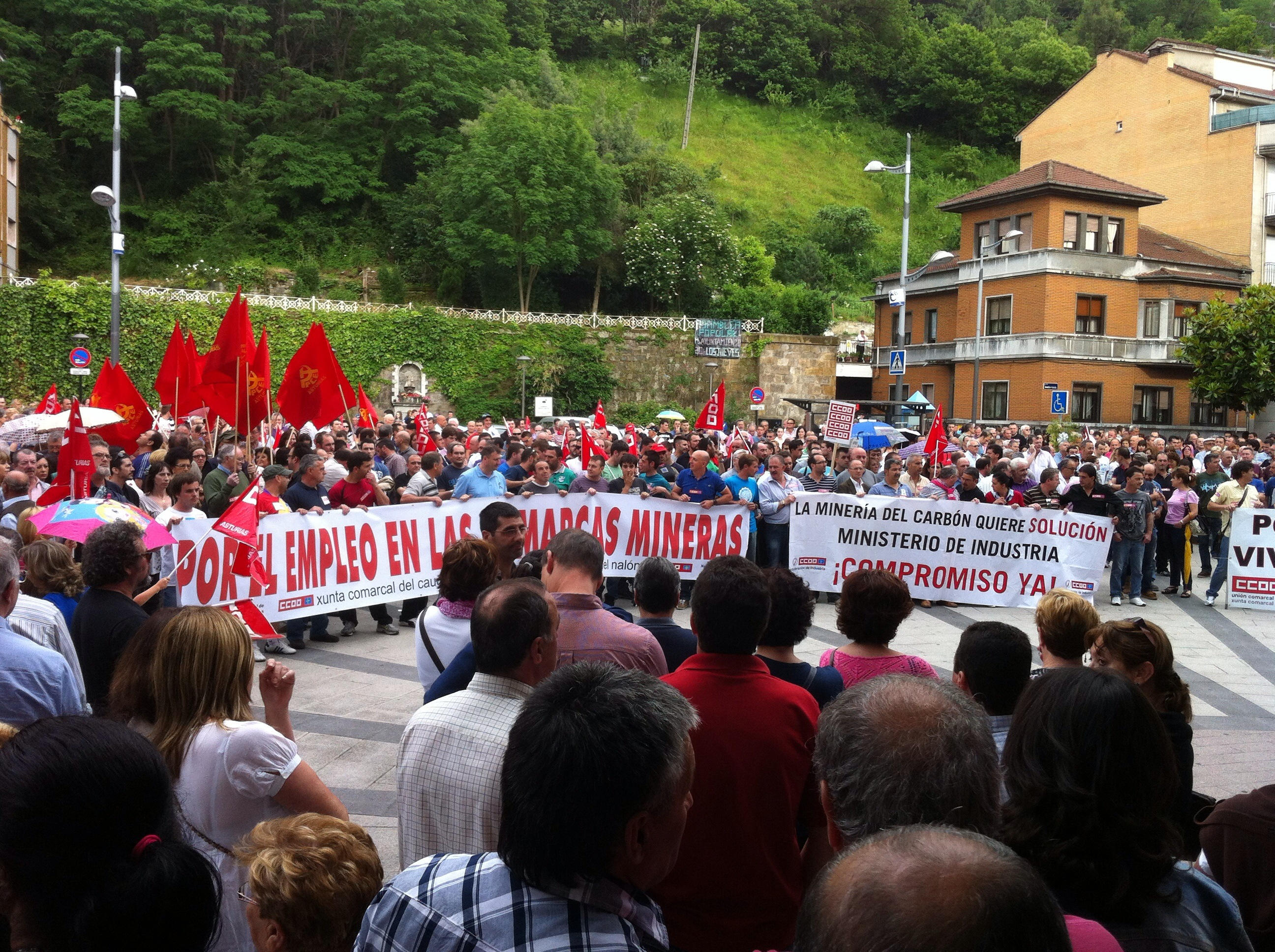
Concentración en defensa de la minería en Mieres, Asturias. 2012 fue un año especialmente intenso en protestas ciudadanas por toda España

La iniciativa surge en agosto de 2012 de una autodenominada Plataforma ¡En Pie!. De acuerdo con el Acta de Asamblea Intergrupos del 5 de agosto, la plataforma estaría coordinada con: Asociación Unidad Cívica por la República, Plataforma de Afectados por la Hipoteca de Madrid, Colectivo vivienda Madrid, ADESORG, Toma la tele, AudioviSol, Yayoflautas Madrid, Asamblea Alcalá de Henares, Asamblea Carabanchel, Asamblea Moratalaz, Asamblea Tetuán, Asamblea Logroño, 15M Murcia, Radio 15m Murcia, 15M Mallorca, Asamblea Majadahonda, Punto Sol, DryMadrid, Asamblea Hortaleza, Asamblea Monte Carmelo, 15M La Concepción, 15M Talavera, Asamblea Villaverde, Asamblea Salamanca y Asamblea Villa de Vallecas. Por otra parte, en la reunión del movimiento 15M sobre la acción "Ocupa el Congreso 25S", aparecen como representantes de la Plataforma ¡En Pie! personas del DRY (¡Democracia Real YA!) Santiago de Compostela, DRY Madrid, DRY Murcia, Anonymous Sevilla, 15M Tenerife, Grupo Constituyente Tenerife, DRY Murcia, PAH Murcia, DRY Mallorca y Política a Corto Plazo de Sol. Pese a ello mantuvo desde el primer momento una relación ambivalente con Democracia Real Ya y el llamado Movimiento 15-M. Desde su surgimiento se anunciaron medidas contra la iniciativa. Polémicas también fueron las declaraciones de la Delegada del Gobierno en Madrid, Cristina Cifuentes, quien calificó la convocatoria de «golpe de Estado» y afirmó que poseía una «lista de negra» de entre 800 y 1000 personas. Por su parte los promotores de la protesta denunciaron acoso por parte de la policía y la «intención» de la Delegación del Gobierno en Madrid de criminalizar el movimiento. En los días previos a la convocatoria cuatro personas fueron detenidas y se realizaron numerosas identificaciones en asambleas. Partidos políticos como Equo calificarían de «intolerable» la posterior imputación de los promotores del 25-S.

## Desarrollo de las acciones del 25 de septiembre

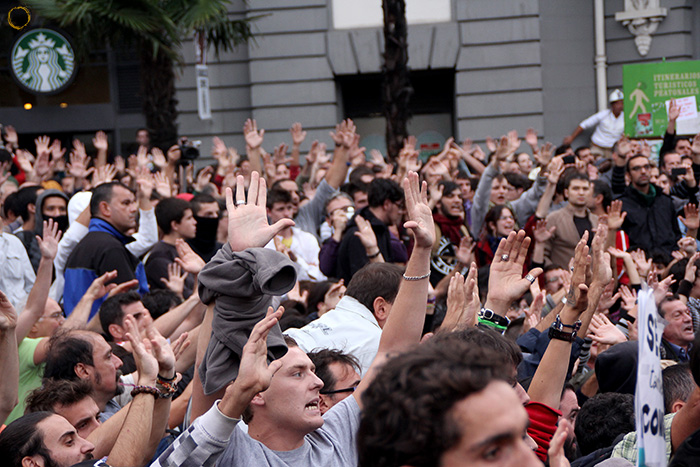
Manifestantes frente al Congreso el día 25

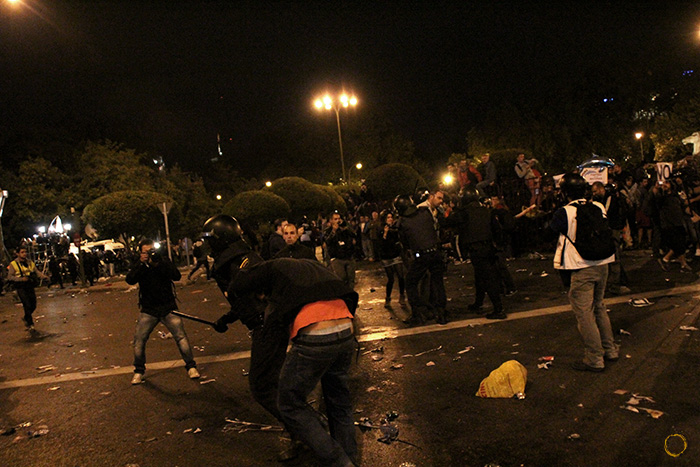
Detención de un manifestante durante las cargas y el desalojo de Neptuno

La jornada de protesta comenzó con la detención y registro de varios autobuses llegados a Madrid con motivo de la convocatoria, procedentes de Granada y Zaragoza. Desde el mediodía se sucedieron distintas acciones como la bienvenida de manifestantes procedentes de distintas partes de España, marchas, charlas y asambleas.
A partir de las 18:00 horas los manifestantes empezaron a concentrarse en las inmediaciones del Congreso, concretamente en Neptuno y sus aledaños. Al grito de lo llaman democracia y no lo es, esta crisis no la pagamos o que se vayan todos, miles de personas protestaron frente al Congreso de los Diputados. La Delegación del Gobierno cifró la participación en 6000 personas.  La primera carga policial se produjo a las 19:00 horas, aunque sin causas mayores. La concentración, que se había desarrollado sin incidentes reseñables empezó a ser disuelta por la policía a escasos minutos de las nueve de la noche. Los agentes empezaron a cargar contra los manifestantes y disparar salvas de pelotas de goma al aire. Con el intento de desalojo de Neptuno se empezaron a suceder los heridos —tanto policías como manifestantes— y las primeras detenciones —que los manifestantes presentes calificaron de aleatorias—. Dos de los detenidos resultaron ser policías infiltrados en la concentración, uno de ellos fue reducido por varios agentes mientras gritaba «¡Que soy compañero, coño!»  Posteriormente los mandos de la policía reconocieron los hechos; por su parte los manifestantes acusaron a los infiltrados de ser los instigadores de la violencia desatada, extremo negado por la policía.

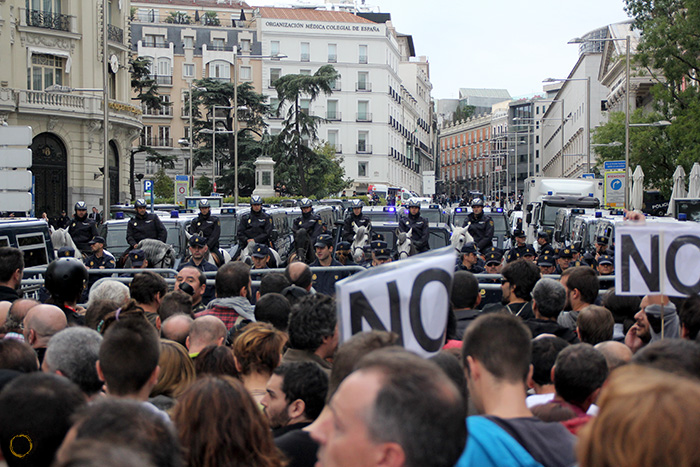
Manifestantes frente a las vallas y el fuerte dispositivo policial junto al Congreso

Tras el desalojo de las inmediaciones del Congreso, los manifestantes trataron de huir por distintas calles cercanas, quedando muchos de ellos atrapados entre dos anillos formados por la policía. Los sucesos más polémicos ocurrieron cuando varios grupos de agentes de la Unidad de Intervención Policial persiguieron a los manifestantes que huían a la estación de Atocha.  Los agentes penetraron en la estación y varios de sus andenes mientras proseguían las cargas y las salvas al aire, produciéndose varios incidentes entre policía, manifestantes, periodistas y usuarios de Cercanías Renfe  que simplemente esperaban sus respectivos trenes en los andenes de la estación.
Posteriormente, también se unieron a la trifulca vigilantes de seguridad de la estación, junto con los antidisturbios, lo que provocó más pánico y terror del que ya había.
El resultado final fue de 34 detenidos y 64 heridos. Ocho de los organizadores del evento fueron procesados por la Audiencia Nacional. Estos a su vez calificaron de «éxito» la convocatoria y denunciaron la actuación policial.  Por su parte el Gobierno felicitó a los agentes, negando la «brutalidad policial» denunciada por los manifestantes.

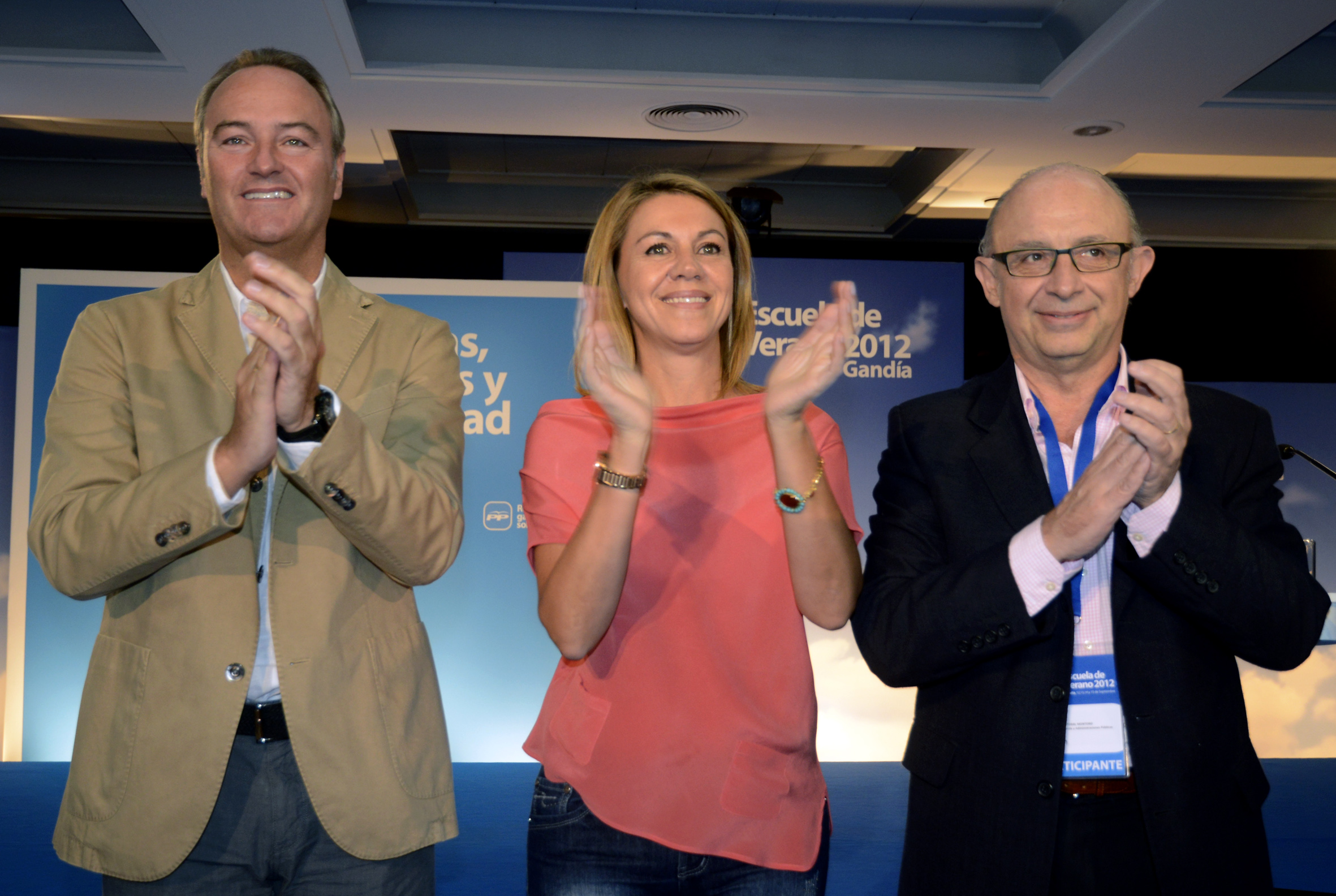
Dolores de Cospedal (en el centro) calificó la convocatoria de «golpe de Estado»

### Reacciones políticas
La manifestación fue autorizada por la Delegada del Gobierno Cristina Cifuentes puesto que no es ilegal manifestarse pacíficamente mientras no se esté celebrando ninguna sesión en el Congreso de los Diputados, por lo que dio de plazo hasta las 21:30 (hora local) para que finalizase la manifestación. No obstante se topó con la opinión de la secretaria general María Dolores de Cospedal, quien comparó el Rodea el Congreso con el fallido golpe de Estado de 1981, a lo que José Bono opinó que sus declaraciones fueron un disparate con las que iba a echar más leña al fuego.
Al día siguiente, el líder de la oposición, Alfredo Pérez Rubalcaba afirmó que a Rajoy se le estaba yendo el país de las manos. El ministro de Interior, Fernández Díaz, habló de «violencia extrema» por parte de algunos manifestantes a los que se encuadró en organizaciones de extrema izquierda.  Por otro lado, varios diputados de Izquierda Unida como Gaspar Llamazares, Alberto Garzón o el líder de la formación, Cayo Lara, denunciaron las acciones policiales, calificándolas de «desproporcionadas» y «represivas», pidiendo la dimisión de Cifuentes.

## Réplicas posteriores

### 26 de septiembre
Tras las cargas y enfrentamientos del día 25, se decidió en asamblea en la Puerta del Sol de Madrid la convocatoria de una nueva concentración en Neptuno para el día siguiente con el nombre Volvemos 26-S. La protesta frente al Congreso transcurrió sin incidentes, sin producirse cargas policiales. Durante parte de su desarrollo la concentración coincidió con una manifestación de los sindicatos CNT y CGT, que marchaban en apoyo a la huelga general que ese día se celebraba en el País Vasco y Navarra. El seguimiento fue menor que el día anterior.

### 29 de septiembre
El sábado 29 de septiembre se volvió a rodear el Congreso. Según la Delegación del Gobierno 4500 personas se manifestaron ese día, aunque fuentes externas como la BBC elevaron esa cifra a 60 000 personas, convirtiéndola en la más numerosa de todas. La manifestación transcurrió de forma pacífica aunque finalmente la plaza fue desalojada con una nueva carga policial. Durante la concentración se pidió la dimisión del Gobierno, de la delegada del Gobierno, Cristina Cifuentes, la retirada de los Presupuestos Generales del Estado de 2013 y la libertad de los detenidos en esa semana.

## Otros sucesos relacionados

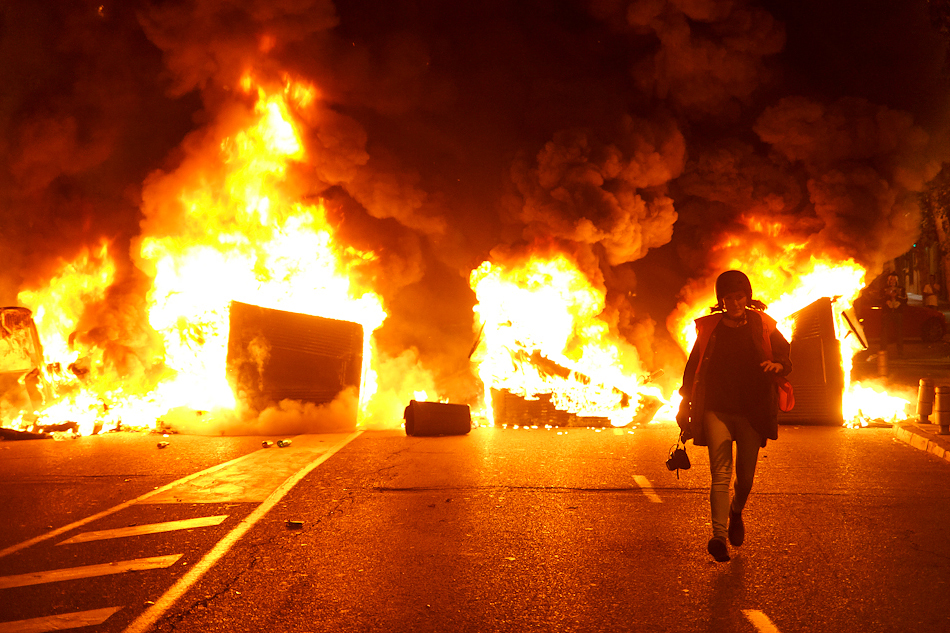
Disturbios del 14 de noviembre de 2012

El día 4 de octubre el juez Santiago Pedraz dejó en libertad y archivó la causa contra los ocho imputados que habían sido arrestados durante la manifestación del 25-S.
Coincidiendo con la primera jornada de debate sobre los Presupuestos Generales del Estado, el día 23 de octubre se volvió a intentar rodear el Congreso. Esta convocatoria, al contrario que la anterior, no fue comunicada a las autoridades por los cauces ordinarios. En torno a 1500 policías fueron desplegados con motivo de las manifestaciones.
El 14 de noviembre de 2012, día de huelga general en toda España, fue convocada una acción paralela a las manifestaciones sindicales que tuvo como epicentro la plaza de Cánovas del Castillo, a unos metros del Congreso. La acción terminó en nuevos disturbios y cargas policiales que afectaron a otros manifestantes no involucrados en la protesta que en ese momento bajaban a Atocha atravesando las inmediaciones del Congreso desde la plaza de Colón, donde había finalizado la marcha sindical.

### Asedia el Congreso
El 25 de abril de 2013 se produjo una nueva convocatoria, esta vez bajo el lema Asedia el Congreso. La convocatoria partió de nuevo del colectivo Plataforma ¡En Pie! y de la Coordinadora 25-S, aunque en esta ocasión fueron muchas menos las organizaciones que se sumaron al llamamiento. El día se escogió para que coincidiera con un pleno del Congreso, que finalmente fue suspendido  y con una serie de protestas en Portugal contra la troika, en conmemoración del aniversario de la Revolución de los Claveles. Esta nueva protesta en Madrid tenía por objetivo «asediar el Congreso indefinidamente y no abandonarlo hasta que el gobierno dimitiera en bloque». La convocatoria tuvo un seguimiento escaso, no más de 2000 personas, sin embargo, el despliegue policial incluyó a 1400 agentes antidisturbios y se saldó con 15 detenidos y 29 heridos, 13 de los cuales policías. Los detenidos denunciaron posteriormente agresiones durante su detención y confinamiento en dependencias policiales. Un mes después de estos hechos, la Plataforma ¡En Pie! se disolvió. En septiembre del mismo año la Coordinadora 25-S convocó una manifestación anti-monárquica bajo el lema Jaque al Rey.